# The Single Collection
The Single Collection är en box med alla singlar från HIMs album Greatest Lovesongs Vol. 666, Razorblade Romance och Deep Shadows and Brilliant Highlights. Den gavs ut 2002.

## Låtlista
It's All Tears (Drown In This Love)
1. "It's All Tears (Drown in This Love)"
2. "The Heartless" (Club-Remix)

Wicked Game
1. "Wicked Game" (Chris Isaak-cover)
2. "For You"
3. "Our Diabolikal Rapture"
4. "Wicked Game" (666-Remix) (Chris Isaak cover)

When Love and Death Embrace
1. "When Love and Death Embrace" (Radio-Edit)
2. "When Love and Death Embrace" (AOR Radio Mix)
3. "When Love and Death Embrace" (Original Single-Edit)
4. "When Love and Death Embrace" (Album Version)

Join Me in Death
1. "Join Me in Death"
2. "It's All Tears" (Unplugged Radio Live)
3. "Rebel Yell (Live) (Billy Idol-cover)
4. "Dark Sekret Love"

Right Here in My Arms
1. "Right Here in My Arms" (Radio Edit)
2. "Join Me in Death" (Razorblade Mix)
3. "The Heartless" (Space Jazz Dubmen Mix)
4. "I've Crossed Oceans of Wine to Find You"

Poison Girl
1. "Poison Girl"
2. "Right Here In My Arms" (Live in Berlin)
3. "It's All Tears" (Live in Berlin)
4. "Poison Girl" (Live in Berlin)

Gone With the Sin
1. "Gone With the Sin" (Radio Edit)
2. "Gone With the Sin" (O.D. Version)
3. "For You" (Acoustic Version)
4. "Bury Me Deep Inside Your Heart" (Live)
5. "Gone With the Sin" (Album Version)

Pretending
1. "Pretending"
2. "Pretending" (Alternative Mix)
3. "Pretending" (Cosmic Pope Jam Version)
4. "Please Don't Let it Go" (Acoustic Version)
5. "Lose You Tonight" (Caravan Version)

In Joy and Sorrow
1. "In Joy and Sorrow" (Radio Edit)
2. "Again"
3. "In Joy and Sorrow" (String Version)
4. "Salt in Our Wounds" (Thulsa Doom Version)
5. "Beautiful" (Third Seal)

Heartache Every Moment & Close to the Flame
1. "Heartache Every Moment"
2. "Close to the Flame"
3. "Salt in Our Wounds" (Acoustic Version)
4. "In Joy and Sorrow" (Acoustic Version)
5. "Pretending" (Acoustic Version)
6. "Heartache Every Moment" (Acoustic Version)
7. "Close to the Flame" (Acoustic Version)